# Metropolitanato de Cícico
El metropolitanato de Cícico (en griego: Ιερά Μητρόπολη Κυζίκου) es una diócesis de la Iglesia ortodoxa perteneciente al patriarcado de Constantinopla, que ha estado vacante desde el exilio de sus fieles en 1922. Su sede estuvo en Cícico (hoy ruinas de Balkïzseray) y luego en Erdek (la antigua Artaki) en Turquía. Su titular llevaba el título de metropolitano de Cícico, el más honorable ('hipertimos') y exarca de todo Helesponto (en griego: Ο Κυζίκου υπέρτιμος και έξαρχος παντός Ελλησπόντου). Es una antigua sede metropolitana de la provincia romana de Helesponto en la diócesis civil del Ponto y en el patriarcado de Constantinopla.

## Territorio
El territorio del metropolitanato se encuentra en la provincia de Balıkesir. El área del metropolitanato limita al norte con el mar de Mármara; al este con los metropolitanatos de Nicea (sección Militópolis) y Ancyra; al sur con los metropolitanatos de Filadelfia y Éfeso; y al oeste con los metropolitanatos de Dardanelos y Lámpsaco y Pérgamo y Adramitio.
Además de Erdek, otras localidades del metropolitanato son Bandırma, Gönen, Balıkesir y Bigadiç.

## Historia
Los orígenes y la difusión del cristianismo en Cícico son inciertos y es probable que los apóstoles Pablo y Andrés estuvieran allí. La sintaxis griega recuerda a san Mirón, que habría sufrido el martirio en la época del emperador Decio (mediados del siglo III). El mismo mártir se menciona en el Martirologio Romano el 17 de agosto. El martirologio también conmemora a los obispos Emiliano el 8 de agosto y a Sisinnio el 23 de noviembre. En el Vetus Martyrologium Romanum también se mencionan Trifena (31 de enero) y Fausta y Evilasio (20 de septiembre).
El Concilio de Nicea I en 325 aprobó la ya existente organización eclesiástica según la cual el obispo de la capital de una provincia romana (el obispo metropolitano) tenía cierta autoridad sobre los otros obispos de la provincia (sufragáneos), utilizando por primera vez en sus cánones 4 y 6 el nombre metropolitano. Quedó así reconocido el metropolitanato de Cícico en la provincia romana de Helesponto. El canon 6 reconoció las antiguas costumbres de jurisdicción de los obispos de Alejandría, Roma y Antioquía sobre sus provincias, aunque no mencionó a Éfeso, su metropolitano también encabezaba de la misma manera a los obispos de la diócesis civil de Asia como exarca de Asia. Entre las metrópolis sobre las que Éfeso ejerció la primacía de honor estaba la de Cícico. El canon 28 del Concilio de Calcedonia en 451 pasó al patriarca de Constantinopla las prerrogativas del exarca de Asia, por lo que el metropolitanato de Cícico pasó a ser parte del patriarcado.
En la Notitia Episcopatuum del pseudo-Epifanio, compuesta durante el reinado del emperador Heraclio I (circa 640), la sede de Cícico figura en el quinto lugar en el orden jerárquico de las metrópolis del patriarcado de Constantinopla; y se le atribuyen doce diócesis sufragáneas: Germa, Pemaneno, Oca, Baris, Adrianothera, Lámpsaco, Abido, Dardanelos, Ilio, Troade, Pionia y Miletópolis. La provincia también tenía dos arquidiócesis autocéfalas, Pario y Proconeso.
En la Notitia Episcopatuum atribuida al emperador León VI (principios del siglo X), la situación de la provincia permanecá sustancialmente igual: Germa había asumido el rango de arquidiócesis autocéfala; mientras que entre las sufragáneas se agrega la diócesis de Scepsi llamada San Cornelio.
Cícico fue capturada temporalmente por los árabes en 675. Parece haber sido arruinada por una serie de terremotos que comenzaron en 443, y el último en 1063. Cícico fue brevemente ocupada por los selyúcidas en 1090 y en 1113 y 1204 pasó al Imperio latino de Constantinopla. En 1224 fue recuperada por los bizantinos del Imperio de Nicea y capturada por el Imperio otomano circa 1336.  
En 1054 se produjo el Cisma de Oriente y los metropolitanos de Cícico quedaron dentro de la Iglesia ortodoxa de Constantinopla. Después de la conquista otomana, sus sufragáneas disminuyeron lentamente a cero en el siglo XV. Al mismo tiempo, Cícico fue abandonada y el centro de la metrópolis se trasladó 8 km al noreste a Artaki. Entre 1370 y 1372 hasta 1387, el metropolitano estuvo vacante, probablemente por dificultades financieras. En el siglo XIV, partes de Calcedonia y ciertas posesiones patriarcales en Bitinia y Helesponto fueron otorgadas la metropolitanato de Cícico.
En junio de 1920 el área fue ocupada por el ejército griego, que la mantuvo hasta agosto de 1922 cuando fue reocupada por Turquía. Tras el intercambio de población entre Grecia y Turquía en 1922, no quedó población ortodoxa en el territorio de la diócesis. 

## Cronología de los obispos
- Afrodisio † (siglo III)
- Teodosio †
- San Nicón † (? por sucesión-circa 250 falleció)
- Teonas † (mencionado en 325)
- Ascolio † (en tiempos de Constantino)
- Macedonio † (mencionado en 344)
- Germinio † (?-circa 355/356 nombrado obispo de Sirmio)
- Eleusio † (circa 355/356-360 depuesto)
- Eunomio † (360-? depuesto)
- Eleusio † (principios de 381-después de 383) (por segunda vez)
- Dalmacio † (mencionado en 431)
  - San Proclo † (?-434 nombrado patriarca de Constantinopla) (obispo electo)
- Diógenes † (principios de 449-después de 451)
- Evecio † (mencionado en 458)
- Basilisco † (principios de 518-después de 520)
- Eusebio † (?-536 falleció)
- Euprepio † (mencionado en 553)
- Esteban † (mencionado en 610)
- Juan I †
- Jorge † (mencionado en 680)
- Germán † (705 o 706-11 de agosto de 714 nombrado patriarca de Constantinopla)
- Nicolás † (mencionado en 787)
- Anónimo † (mencionado en 812)
- San Emiliano † (en la época de León V)[9]
- Juan II † (mencionado en 825)
- Anónimo † (?-846 falleció)
- Jacobo † (circa mitad del siglo IX)[9]
- Antonio † (en la época del patriarca Focio)
- Anfiloquio † (? nombrado metropolitano de Nicea)
- Barnabás † (mencionado en 869)
- Gregorio † (mencionado en 879)[9]
- Epifanio † (circa siglo IX)[9]
- Demetrio I † (circa 920-925)[9]
- Teodoro † (mitad del siglo X)
- Demetrio II † (circa 1030-1040)
- Teófanes † (mencionado en 1053)
- Anónimo (mencionado en 1063)
- Anónimo (mencionado en 1066)
- Novel † (mencionado en 1072)
- Simeón † (antes de 1079-después de 1107)
- Constantino † (mencionado en 1116)
- Miguel † (siglo XII)
- Anónimo (mencionado en 1140)
- Teófilo † (mencionado en 1143 y 1147)
- Juan † (mencionado en 1156)
- Basilio † (mencionado en 1166)
- Juan † (mencionado en 1170 y 1186)
- Jorge † (mencionado en 1191)
- Cirilo Steelvis † (circa 1204)
- Esteban † (siglo XIII)
- Jorge † (mencionado en 1254-1261)
- Teodoro Scutariot † (antes de 1270-1283)
- Daniel † (1283-1289)
- Metodio † (desde 1289/1290)
- Nicón † (?)
- Halamas † (siglo XIII)
- Nicolás de Capadocia † (circa 1300)
- Nifont † (hasta 1303-1310, en 1310-1314 continuó gobernando la diócesis, convirtiéndose en el patriarca de Constantinopla)
- Atanasio † (1315-1350)
- Arsenio † (1351-1369)
- Teodorito † (mencionado en 1370)
- Sebastián † (mencionado en 1381-1386)
- Mateo † (1387–1397 elegido patriarca de Constantinopla Mateo I)
- Teognosto † (mencionado en 1399-1405)
- Macario † (?) (mencionado en 1409)
- Mitrofán † (antes de 1437-1440 elegido patriarca de Constantinopla Mitrofan II)
- Partenio † (circa 1440)
- Teodosio † (mencionado en 1528)
- Paleólogo de Dionisio † (mediados del siglo XVI)
- Josafat † (mencionado en 1560-1576)
- Aquiles † (mencionado en 1580-1586)
- Damasceno † (mencionado en 1593)
- Gabriel † (mencionado a finales del siglo XVI, 1606)
- Partenio † (1620-1633)
- Antimo † (1633-1653)
- Paisio † (1653-1654 elegido patriarca de Constantinopla Paisio I)
- Mitrofán † (1656-1675)
- Cirilo † (1686-1711 elegido patriarca de Constantinopla Cirilo IV)
- Auxentio † (1712-1724)
- Ananías † (1725-después de 1755)
- Gerásimo (Chrysoskuleos) † (1769-1778)
- Agapio (Griparis) † (1778-1794)
- Joaquín † (septiembre de 1794-14 de marzo de 1806)
- Macario † (marzo de 1806-julio de 1811)
- Constantino I † (12 de julio de 1811-1822)
- Zacarías † (enero de 1823-1823)
- Mateo (Megalos) † (1823-1831)
- Antimo (Chrysafidis) † (julio de 1831-6 de mayo de 1841)
- Melecio (Pangalos) † (mayo de 1841-18 de abril de 1845)
- Joaquín (Kokkodis) † (abril de 1845-4 de octubre de 1860)
- Jacobo (Pankostas) † (11 de octubre de 1860-24 de mayo de 1861)
- Nicodemo (Konstantinidis) † (24 de mayo de 1861-enero de 1900)
- Constantino (Hajimarku) † (18 de enero de 1900-octubre de 1903)
- Atanasio (Megaklis) † (18 de octubre de 1903-mayo de 1909)
- Gregorio (Zervudakis) † (12 de mayo de 1909-12 de febrero de 1913)
- Constantino (Araboglu) † (2 de abril de 1913-10 de febrero de 1922)
- Calínico (Delikanis) † (10 de febrero de 1922-26 de julio de 1932)